# Feings (Loir-et-Cher)
Feings è un ex comune francese di 698 abitanti situato nel dipartimento del Loir-et-Cher nella regione del Centro-Valle della Loira. Dal 1º gennaio 1919 è stato incorporato nel comune di nuova istituzione, Le Controis-en-Sologne.

## Società

### Evoluzione demografica
Abitanti censiti